# Josep Borja i Carbonell
Josep Borja i Carbonell (Càrcer, Ribera Alta, 4 d'abril de 1902 - Madrid, 26 d'octubre de 1993) va ser un farmacèutic, botànic, taxònom i professor universitari valencià.
Va estudiar la carrera de Farmàcia a Madrid, llicenciant-se per la Universitat Central de Madrid el 1929. Exercí com a farmacèutic durant vint anys, entre 1927 i 1947 a Corbera d'Alcira, on residí fins al seu trasllatat a Madrid el 1947, any en el qual obté el doctorat en Farmàcia i entra a formar part de l'equip de la Càtedra de Botànica de la Facultat de Farmàcia de la Universitat Complutense de Madrid. En 1964 va obtenir la plaça de Col·laborador Científic del CSIC. Botànic i taxònom de vocació, fou col·laborador a l'institut botànic A.J. Cavanilles, de Madrid. Estudià la flora i la vegetació del País Valencià i d'altres indrets de la península Ibèrica, d'on revisà els gèneres Lythrum i Mendicago. Font i Quer, a qui va conèixer el 1944, i de qui va ser corresponsal i va rebre assessorament científic i ajuda en els seus primers passos com a botànic, el va posar en contacte amb Salvador Rivas Goday, sota la direcció del qual començà l'any 1945 la seva tesi doctoral, que va realitzar a la seva terra natal, estudiant la flora de la Serra de Corbera, sobre la qual portava ja treballant molts anys, des de 1930.
La seva gran afició per les plantes el va portar a deixar definitivament la feina de farmacèutic per poder dedicar-se completament a la botànica. Així, després de la lectura de la seva tesi doctoral, Estudio fitográfico de la sierra de Corbera, el 1948, abandonà la seva farmàcia de Corbera d'Alzira per traslladar-se a Madrid. Allà, exercí com a professor ocupant la Càtedra de Botànica de la Facultat de Farmàcia de la Universitat Complutense de Madrid, al costat de Salvador Rivas, amb qui va col·laborar estretament com a taxònom i florista, realitzant nombroses campanyes d'herborització, ocupant-se de la determinació de les plantes, mentre Rivas ho feia de l'estudi de les comunitats vegetals. D'aquesta època són algunes de les seves obres més conegudes, com la ja clàssica Estudio de la vegetación y flórula de los macizos de Gudar y Jabalambre, publicada el 1961, en col·laboració amb Salvador Rivas.
Durant molt de temps va col·laborar amb el Real Jardí Botànic de Madrid, primer com a becari (1948-1950) i ajudant de secció (1950-1961) de l'Institut A. J. Cavanilles; després, a partir de 1961, com a ajudant i col·laborador científic. També va col·laborar amb l'Institut Nacional d'Investigacions Agronòmiques, assessorant els enginyers assessorava en l'estudi de les plantes de pastures. Durant totes les seves nombroses campanyes botàniques per tota la Península va aconseguir adquirir un coneixement molt profund de la flora espanyola.